# Pioneer One
Pioneer One è una webserie di fantascienza del 2010, ideata da Josh Bernhard e Bracey Smith. Il primo episodio è stato reso disponibile a partire da giugno 2010. La serie è stata realizzata esclusivamente attraverso donazioni da parte degli utenti, e viene distribuita gratuitamente attraverso i circuiti BitTorrent.

## Trama
Una misteriosa navicella precipita al suolo, diffondendo pericolose radiazioni nell'atmosfera. Il dipartimento della Sicurezza Interna statunitense indaga sull'accaduto, scoprendo che si tratta di un antico velivolo dell'Unione Sovietica, il cui pilota all'interno appare ammalato di cancro.

## Produzione
Nel 2009 Josh Bernhard e Bracey Smith avevano realizzato il film indipendente The Lionshare, e grazie al successo ottenuto, la piattaforma VODO si offrì di distribuire il successivo progetto. La pianificazione prevedeva la realizzazione del primo episodio tra marzo e maggio 2010, per il lancio in giugno. Bernhard iniziò a sviluppare l'idea della serie e scrisse il copione in soli tre giorni, mentre il casting call si svolse a Manhattan, in due giorni.
Il primo episodio viene così realizzato con un budget di circa 6.000 dollari, giunto attraverso donazioni da parte degli utenti, e l'intero progetto, di episodio in episodio, viene realizzato in base alle donazioni ricevute (con anche, a seconda che la donazione superi i 5, 10, 25 o 100 dollari, in omaggio rispettivamente l'mp3 della sigla, un video con le scene eliminate, il commento degli autori, oppure il proprio nome sui credits dell'episodio).

## Distribuzione
La serie viene distribuita con la collaborazione dei circuiti VODO, EZTV e The Pirate Bay.
L'episodio pilota è stato scaricato 84.000 volte nel primo giorno di distribuzione e 420.000 volte durante la prima settimana, 170.000 volte in più di quanto Jamie King, fondatore di VODO, aveva previsto. Nella prima settimana le donazioni avevano già raggiunto la quota di 16.000 dollari, arrivando a 20.000 nella seconda settimana, con più di un milione di download.

## Riconoscimenti
Nel corso del New York Television Festival 2010 la serie è stata premiata come Best Drama Pilot all'interno della categoria Independent Pilot Competition.